# Дыхательная трубка
«Дыхательная трубка» (англ. The Snorkel) — британский триллер 1958 года.

## Сюжет
Благодаря дьвольскому трюку, Жаку Девалю (Питер ван Эйк) удалось убить свою жену (Бетта Джон): он её оглушает, открывает газовый кран, а сам с дыхательным аппаратом прячется в маленькой комнате под половицами. Полиция верит в самоубийство. Как только полицейские снова приходят, Дюваль выбирается из своего укрытия и «возвращается из деловой командировки». Его приемная дочь, Кэнди (Мэнди Миллер), что-то подозревает, но не может убедить ни полицию, ни их гувернантку. Когда она находит дыхательную трубку, Дюваль намеревается убить её также. Кэнди удается в последнюю минуту выбежать из газовой комнаты, в то время как Дювал становится жертвой своего преступления и должен умереть.